# Conostylis bealiana
Conostylis bealiana là một loài thực vật có hoa trong họ Huyết bì thảo. Loài này được F.Muell. mô tả khoa học đầu tiên năm 1875.